# سوچوز
سوچوز (به لاتین: Sochos) یک شهرک در یونان است که در Lagkadas Municipality واقع شده‌است. از زمان اصلاحات دولت محلی در سال ۲۰۱۱، بخشی از شهرداری لاگکاداست، که یک واحد شهری است.  سوچوس معادل ۱۵۳٫۰۴۲ کیلومترمربع مساحت دارد.

## خواهرخوانده
شهر شتگلیتس-تسهلندورف خواهرخواندهٔ سوچوز هست.